# Xuxa 20 Anos
Xuxa 20 anos é um especial produzido pela TV Globo em homenagem aos 20 anos da Rainha dos Baixinhos, alcunha pela qual também é conhecida a apresentadora Xuxa Meneghel, na emissora. O especial foi exibido no dia 14 de outubro de 2006.

## O programa
Xuxa estreou na Globo em 1986, com o programa Xou da Xuxa e, desde então, esteve à frente de diversos infantis da emissora. Xuxa 20 anos destacou os melhores momentos de seus programas, suas músicas e outros sucessos, misturando depoimentos, imagens de arquivo e apresentações de números musicais.
O programa teve início com a chegada de crianças a um teatro. Como em um espetáculo, as crianças da plateia assistiam ao especial junto com o telespectador. O show começava narrando um pouco da história de Xuxa: seu nascimento, o apelido que ganhou do irmão, a mudança do Rio Grande do Sul para o Rio de Janeiro e o início da carreira como modelo. Em seguida, o público assistia a cenas que marcaram a trajetória da apresentadora, como a chegada ao estúdio em uma nave espacial e a despedida característica, com “beijinho, beijinho e tchau, tchau”.
Os blocos do programa foram dedicados às homenagens e a outros programas comandados por Xuxa. A apresentadora Angélica foi uma das convidadas que prestou sua homenagem à Rainha. As duas assistiram a trechos de programas antigos da Globo nos quais estiveram juntas. Familiares também deram depoimentos sobre a apresentadora.
Um dos momentos marcantes de Xuxa 20 Anos foi a parte em que Sasha, filha de Xuxa, cantou a música Lua de Cristal, outro grande sucesso da carreira da apresentadora. Sasha cantou acompanhada pela mãe e por crianças da Fundação Xuxa Meneghel.

### Xou da Xuxa
Um bloco do especial foi dedicado ao Xou da Xuxa (1986), o primeiro programa de Xuxa na TV Globo. Paquitas de várias gerações participaram desse bloco. Ao lado da apresentadora, relembraram momentos marcantes dos anos que passaram juntas, como os apelidos de algumas delas: Sorvetão (Andréia Faria), Catu (Ana Paula Guimarães) e Catuxa (Juliana Baroni). As 21 ex-assistentes de palco de Xuxa, ao lado das Irmãs Metralha (Mariana e Roberta Richard), cantaram e dançaram ao som de Ilariê, uma das canções mais famosas da Rainha.

### Planeta Xuxa
Outro bloco relembrou o Planeta Xuxa (1997), atração dedicada ao público adolescente com foco nas apresentações de músicos e bandas de sucesso. Essa parte do especial contou com a participação de Ivete Sangalo, que chegou a substituir a apresentadora naquele programa, durante sua licença-maternidade. Relembrando o quadro de maior destaque do Planeta, Intimidade, Xuxa entrevistou o humorista Renato Aragão. Em seguida, a Rainha fez uma entrevista com ela mesma.

## Elenco
- Xuxa Meneghel como ela mesma
- Letícia Medina como Xuxa aos 7 anos
- Malu Rodrigues como Xuxa aos 11 anos
- Lana Rodes como Xuxa aos 16 anos
- Eike Duarte como ele mesmo
- Maria Mariana como ela mesma

### Participações Especiais
- Paquitas (1986 - 2002)
- You Can Dance
- Angélica
- Renato Aragão
- Ivete Sangalo
- Sasha Meneghel
- Bruna Marquezine
- David Lucas
- Marina Ruy Barbosa
- Debby Lagranha
- Crianças da Fundação Xuxa Meneghel

## Audiência
O especial exibido das 16h23 e 17h43 da tarde registrou 21 pontos, deixando a emissora na liderança absoluta.

## Músicas
1. "Espelho Meu" - Xuxa
2. "Amiguinha Xuxa" - Xuxa
3. "Passatempo" - Xuxa
4. "Quem Qué Pão" - Xuxa
5. "Fada Madrinha" - Paquitas
6. "Ilariê" - Xuxa
7. "Parabéns da Xuxa" - Capela
8. "Estrela-Guia" - Xuxa
9. "Tindolelê" - Xuxa
10. "Tô de Bem com a Vida" - Xuxa
11. "Pinel Por Você" - Xuxa
12. "Planeta Xuxa" - Xuxa
13. "Libera Geral" - Xuxa
14. "Festa" - Xuxa & Ivete Sangalo
15. "Lua de Cristal" - Xuxa & Sasha Meneghel

## Curiosidades
- O especial Xuxa 20 Anos ganhou edição em DVD, lançado sob os selos Globo Marcas e Som Livre. O DVD faz uma retrospectiva da vida da artista desde quando recebeu o apelido do irmão, Blad Meneghel – nome com o qual se tornou conhecida em vários países; passa por todos os programas já comandados por ela; e chega até o programa TV Xuxa (2005). Como num túnel do tempo, o público pode rever a cena que se repetiu por muitas manhãs: Xuxa saindo de uma nave rosa.

- O especial pode ser encontrado na íntegra no youtube